# John Michael Rysbrack
John Michael Rysbrack, baptisé à Anvers le 27 juin 1694 et mort à Londres le 8 janvier 1770, est un sculpteur et dessinateur flamand. Malgré ses origines anversoises, il a réalisé la majeure partie de ses œuvres à Londres. Il était considéré par ses contemporains comme l'un des meilleurs artistes de l'époque.

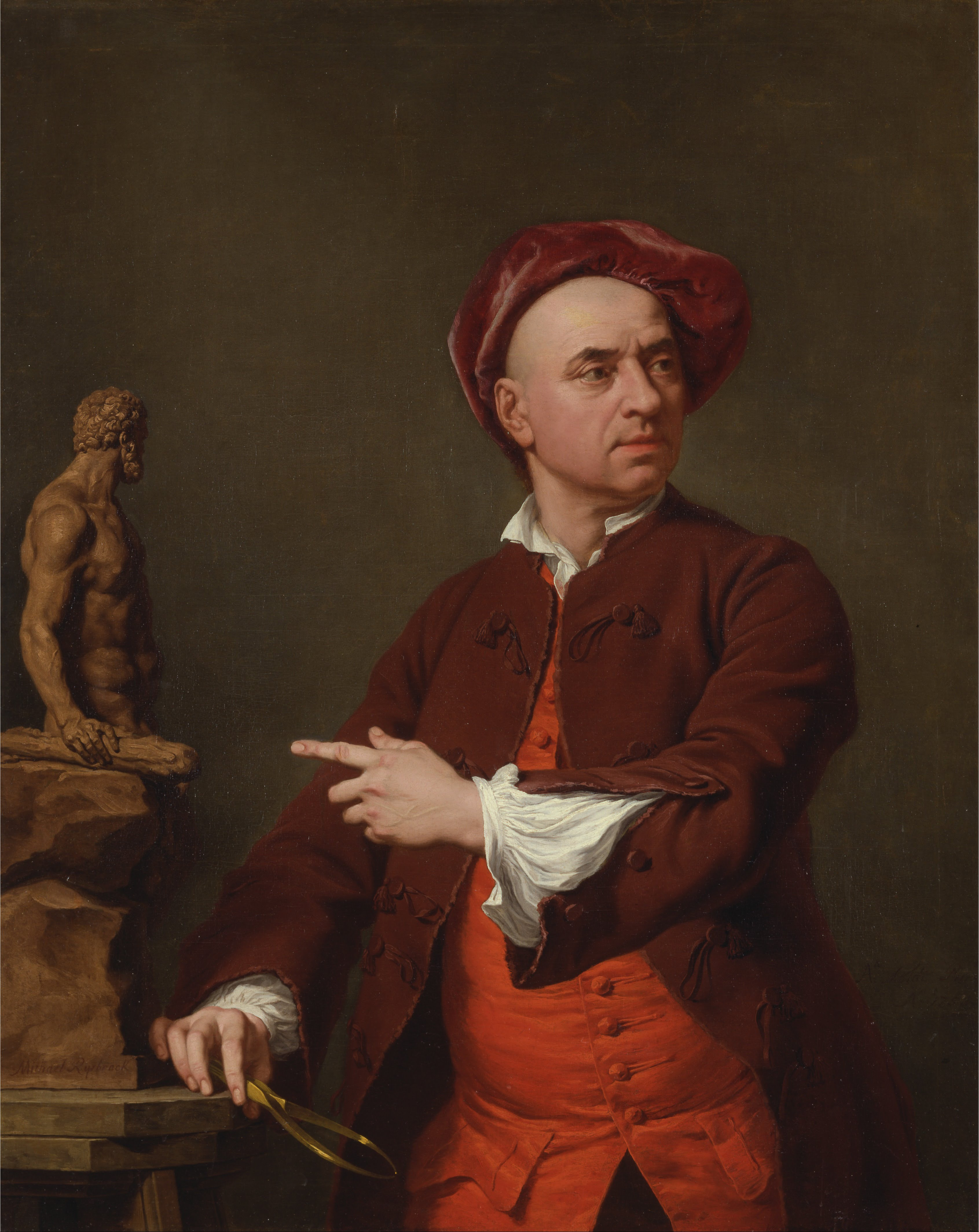
Andrea Soldi, Portrait de John Michael Rysbrack (1753).

## Biographie
John Michael Rysbrack est le fils de Pieter Rysbrack, peintre de paysage, et le frère du peintre Pieter Andreas Rysbrack. Après son apprentissage dans l'atelier de Michael van der Voort, de 1706 à 1712, il est admis à la Guilde de saint Luc d'Anvers en 1715.
Il s'installe à Londres en octobre 1720, où il rencontre le graveur George Vertue, avec lequel il se lie d'amitié. Il s'associe peu après avec l'architecte James Gibbs qui l'introduit auprès d'Edward Harley, et de l'aristocratie Tory. Il collabore aussi avec d'autres architectes, d'abord avec William Kent, notamment pour la réalisation de monuments funéraires, puis, dans les années 1750, avec Robert Adam. 
Rapidement, Michael Rysbrack se forge une solide réputation, non seulement en tant que sculpteur, notamment pour la réalisation de bustes, mais aussi comme dessinateur. En 1728, John Vanderbank exécute son portrait (Londres, National Portrait Gallery).

## Œuvres
- Statue équestre de William III, Bristol
- Monument funéraire d'Isaac Newton, Abbaye de Westminster

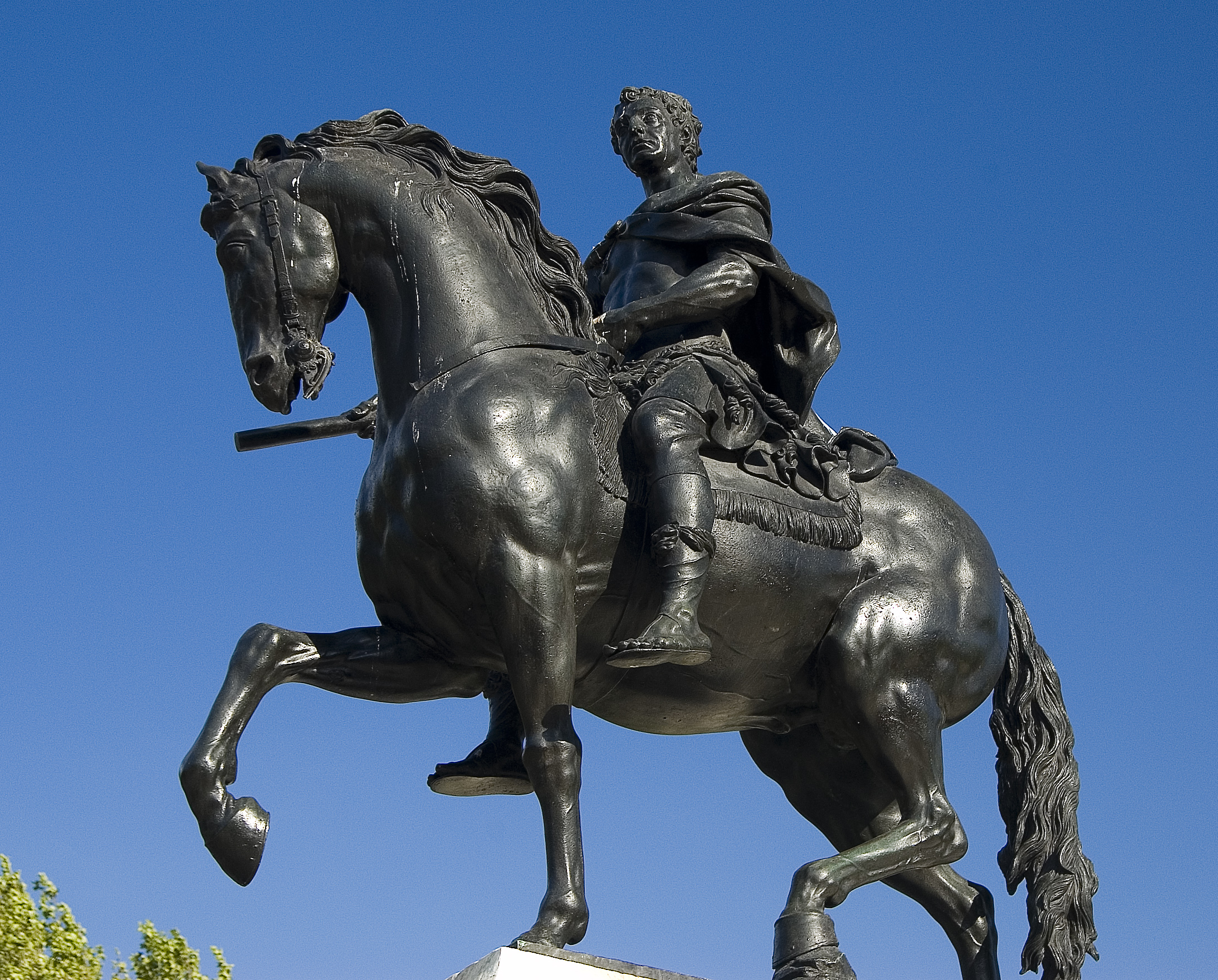
Statue équestre de William III.
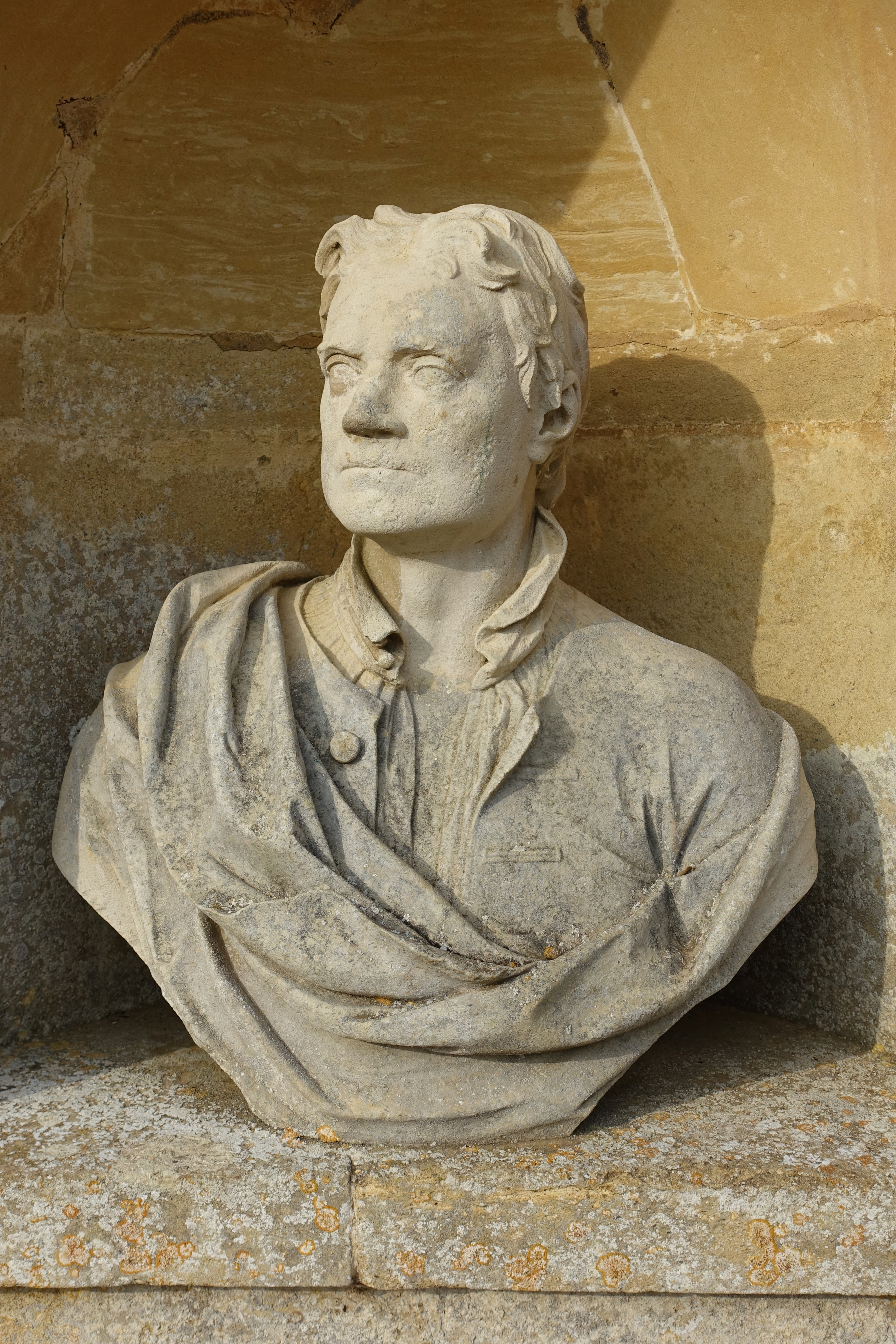
Buste d'Isaac Newton, Temple of British Worthies, Stowe.